# 花帔

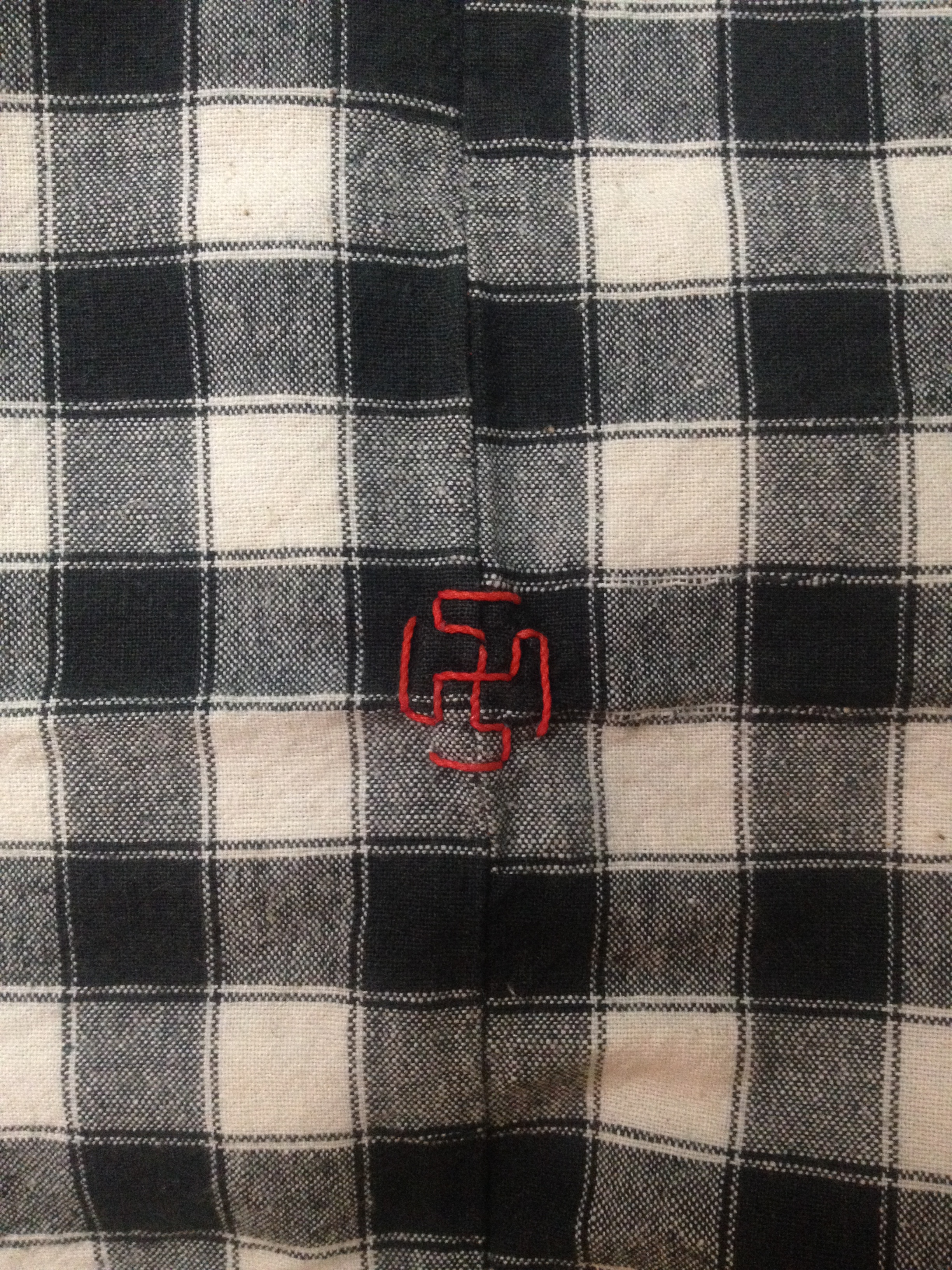
金門花帔，流傳百年的育嬰包巾，中心繡有卍字，可以驅邪避凶。

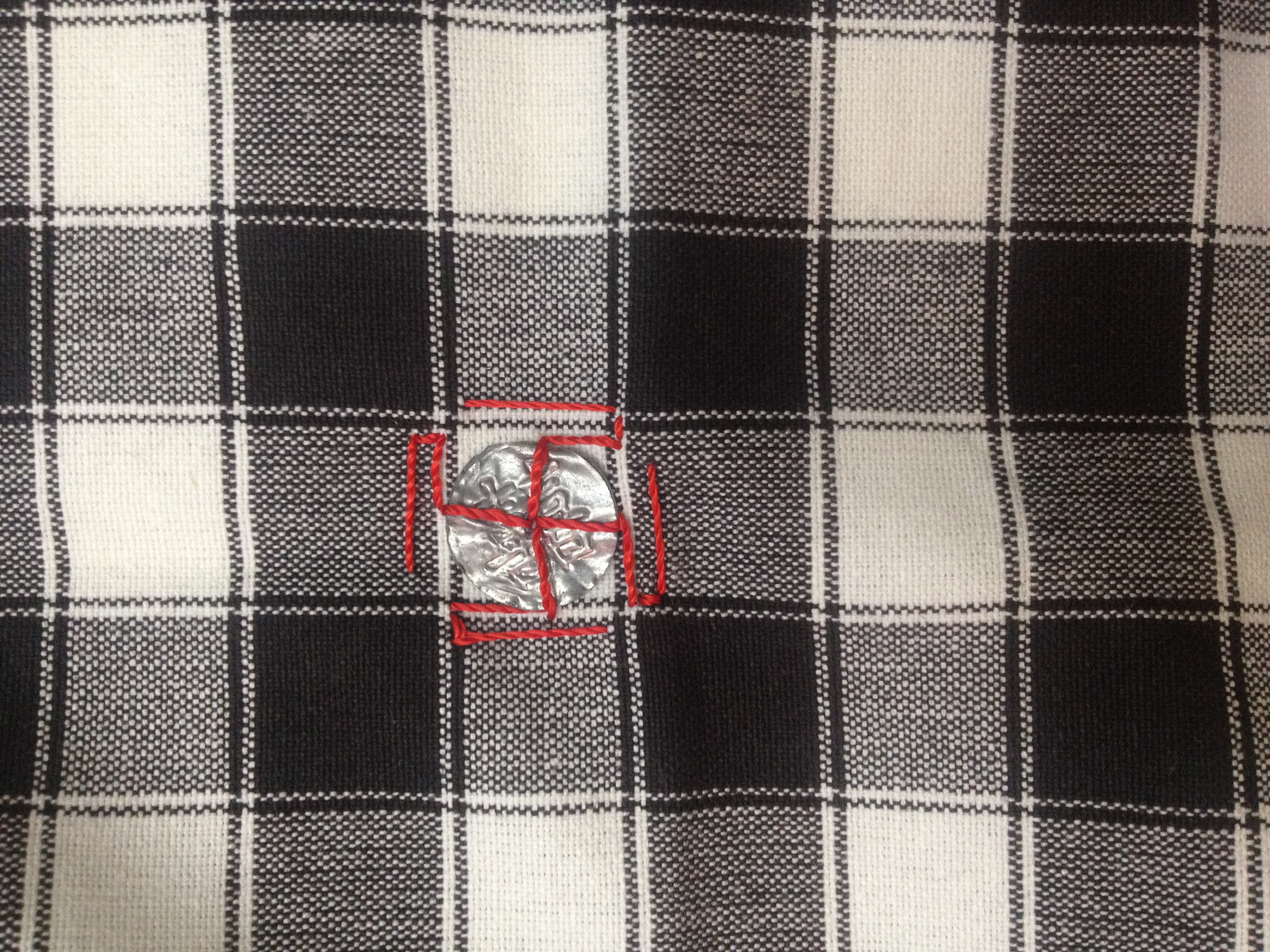
金門花帔，流傳百年的育嬰包巾，中心繡有卍字，可以驅邪避凶。

花帔也稱花帕、花佩，是閩南地區金門縣承襲八百年的傳統育嬰包巾，6尺見方，黑白格紋的棉麻大方巾，主要用途於為嬰幼兒遮蔽風沙、遮光遮陽及包覆嬰幼兒等功能。在花帔上會用紅綿線繡上一個卍字並縫上一對圓形的鉛片，傳統文化習俗上認為花帔具有驅邪避凶以及保佑嬰孩平安成長作用，於是便沿襲流傳下來，成為閩南地區獨特的風俗。

## 歷史
- 朱熹曾在宋高宗紹興23年(1153)秋，任同安縣主簿，而同安縣就在金門的廈門灣境內。拜南宋大儒朱熹過化金門之賜，民間的生命禮儀，不論是婚喪喜慶任何一個環節，率接受到家禮直接或間接的影響[1]。金門縣特別建朱子祠供奉(設於浯江書院中)[2]。
- 南宋朱熹主簿同安及任漳州知縣期間，看見婦女在街上露面往來，就發布告示婦女出門需擁蔽其面，而遮蔽的布俗稱文公帕。[3]。此文公帕，因為是朱文公所傳，能夠避邪與防風，後來逐漸用在嬰幼兒身上，就是現在育嬰所使用的花帔。由此段歷史可算出，金門花帔的傳承，已經超過八百年。

## 習俗
在金門地區的習俗中，無論嫁娶、生育、慶典皆是必備的物品。

### 禮俗
在嫁娶中，花帔是女方須採辦用品，為新娘的陪嫁之物，深具喜氣；在新生兒滿月，產婦要攜帶新生兒回娘家，前往或返回的途中，產婦須拿一塊尿布夾在花帔之中，於前往或返回的途中，丟棄於溪水邊 ，已求嬰兒日後能養成愛清潔的好習慣；在新生兒出生後滿四個月，會隆重慶賀，俗稱‘做四個月’，花帔會備在娘家的回禮當中

### 慶典
在金門的慶典中，有一種特別的傳統文化，稱作傀儡文戲，多是結婚、加冠、天公誕辰演出，祈安、制煞、謝恩之用。
- 結婚：傀儡戲還會在布幕上則掛一塊花帔，上面繡有卍字，並縫上一塊圓型的鉛塊，演完戲後會送到新娘房。
- 奠安：制煞戲，俗稱嘉禮。在奠安過程中，操演的傀儡戲以「制煞驅邪」為主，一般會禁止孕婦及孩童觀賞。與	謝願、祈安的傀儡戲演出不同者，除演出劇目以武戲為主，演出前需以公雞血、化金紙制煞、在演出布幕上會掛兩匹花帔。

## 花紋及特徵
- 花帔獨特的黑白格紋，便於辨識。

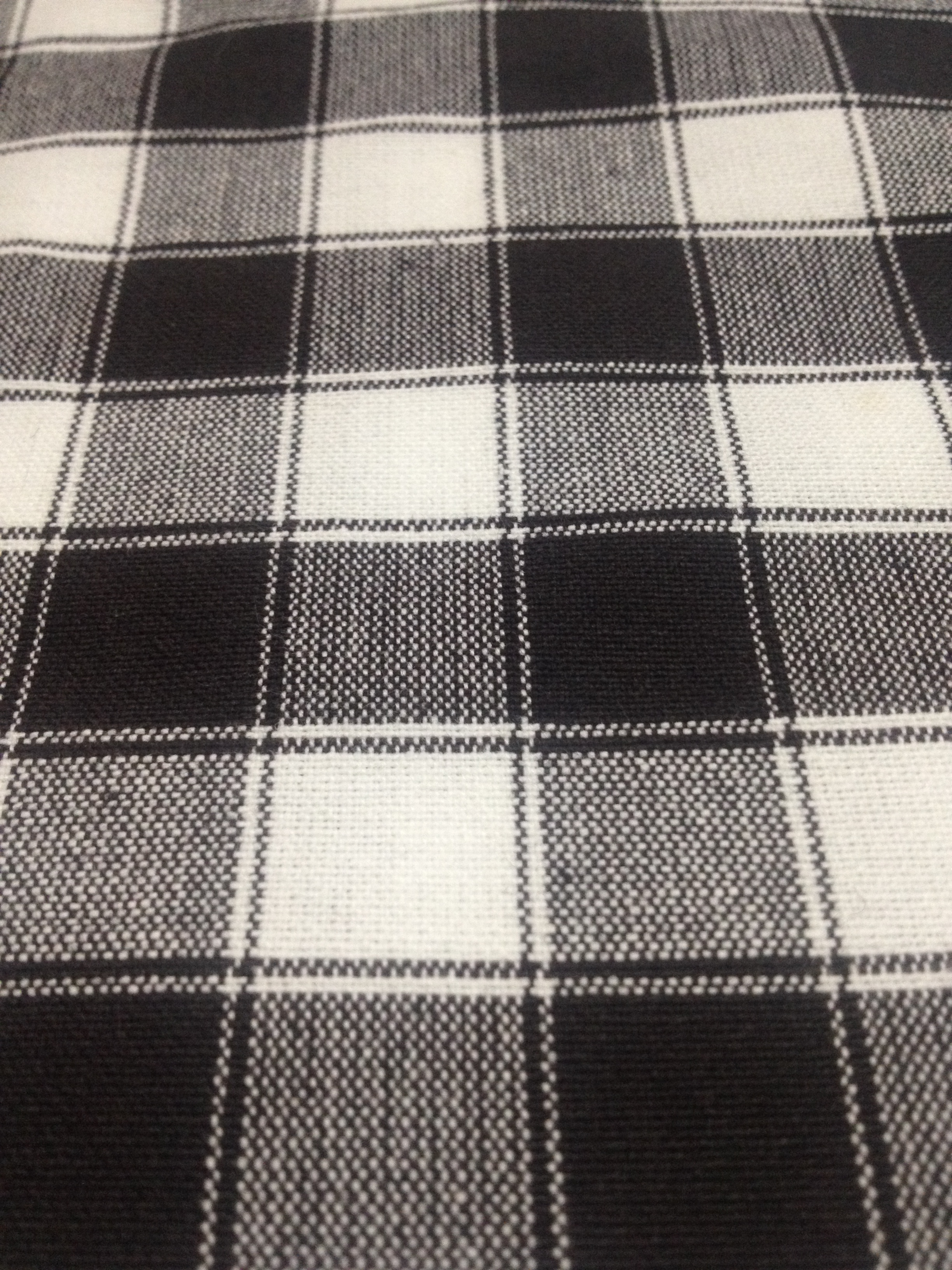
金門花帔，流傳百年的育嬰包巾，黑白格紋。

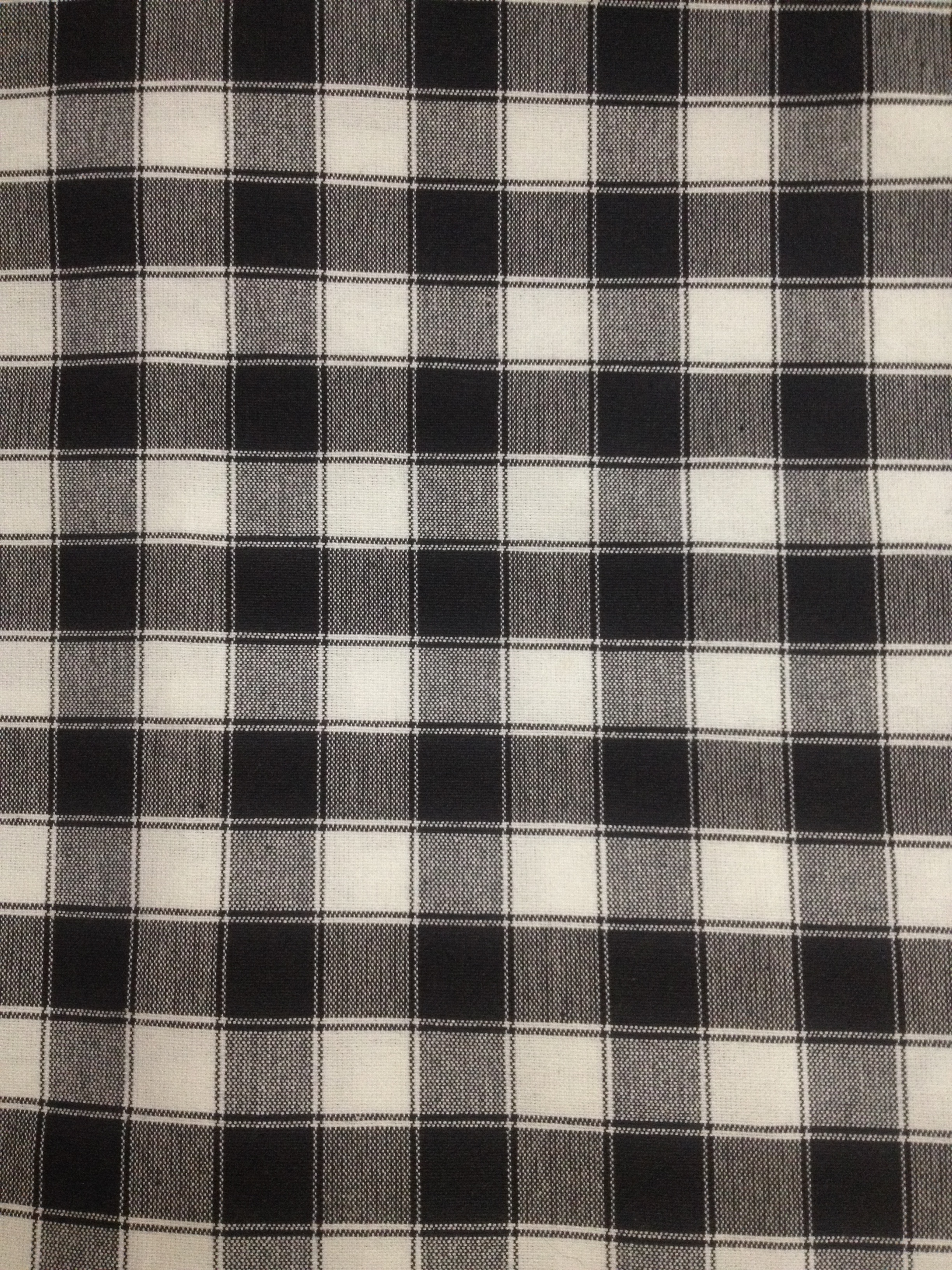
金門花帔，流傳百年的育嬰包巾，黑白格紋。

- 花帔上繡有卍字，有驅邪的功能;以及縫有一對圓形的鉛片，期許有『人緣（台語圓與緣同音）。』
- 包巾四個角分別縫有小紅標，稱：『四角虎』，有吉祥的意思。

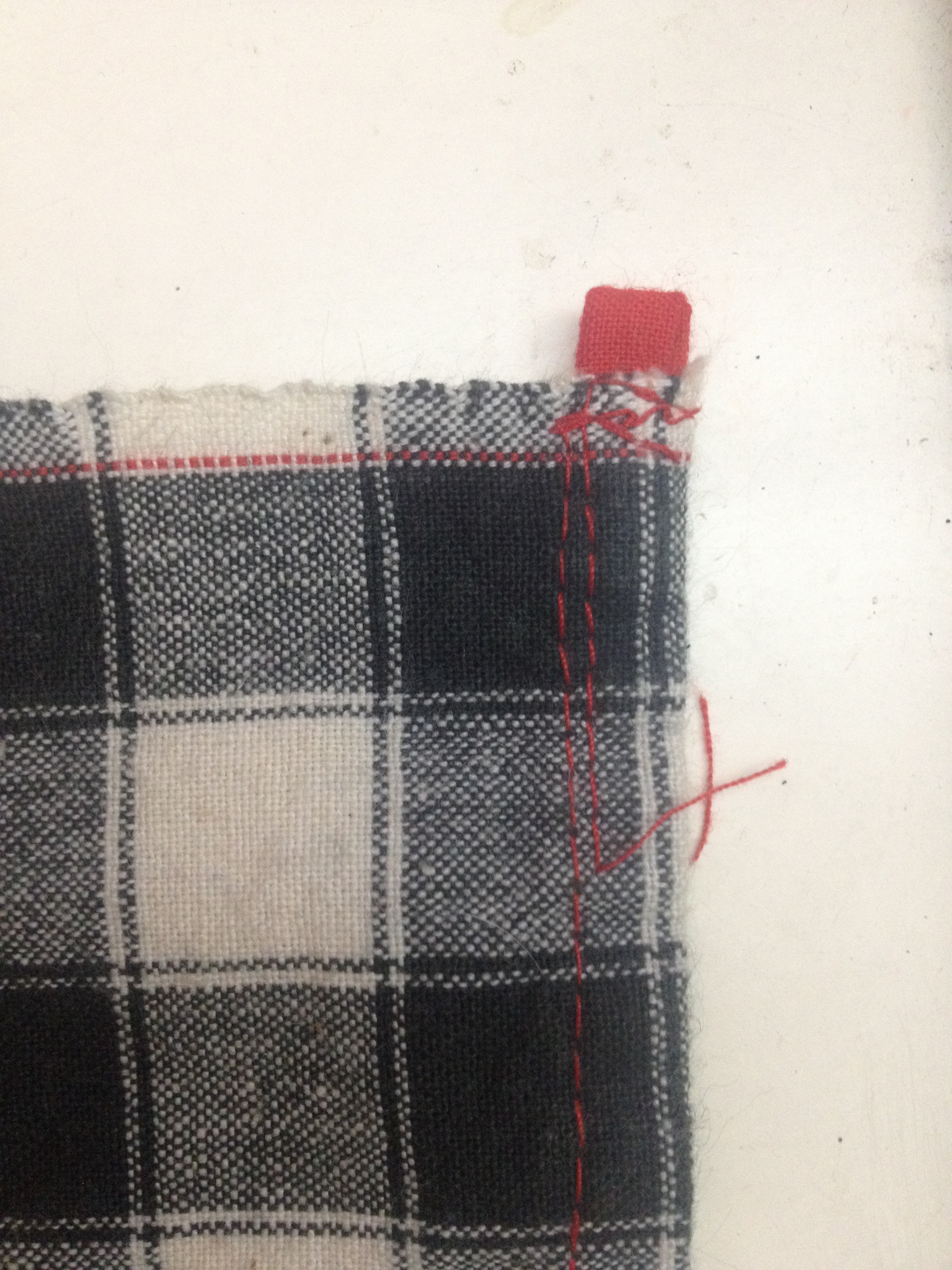
金門花帔，流傳百年的育嬰包巾，四角縫有紅標。

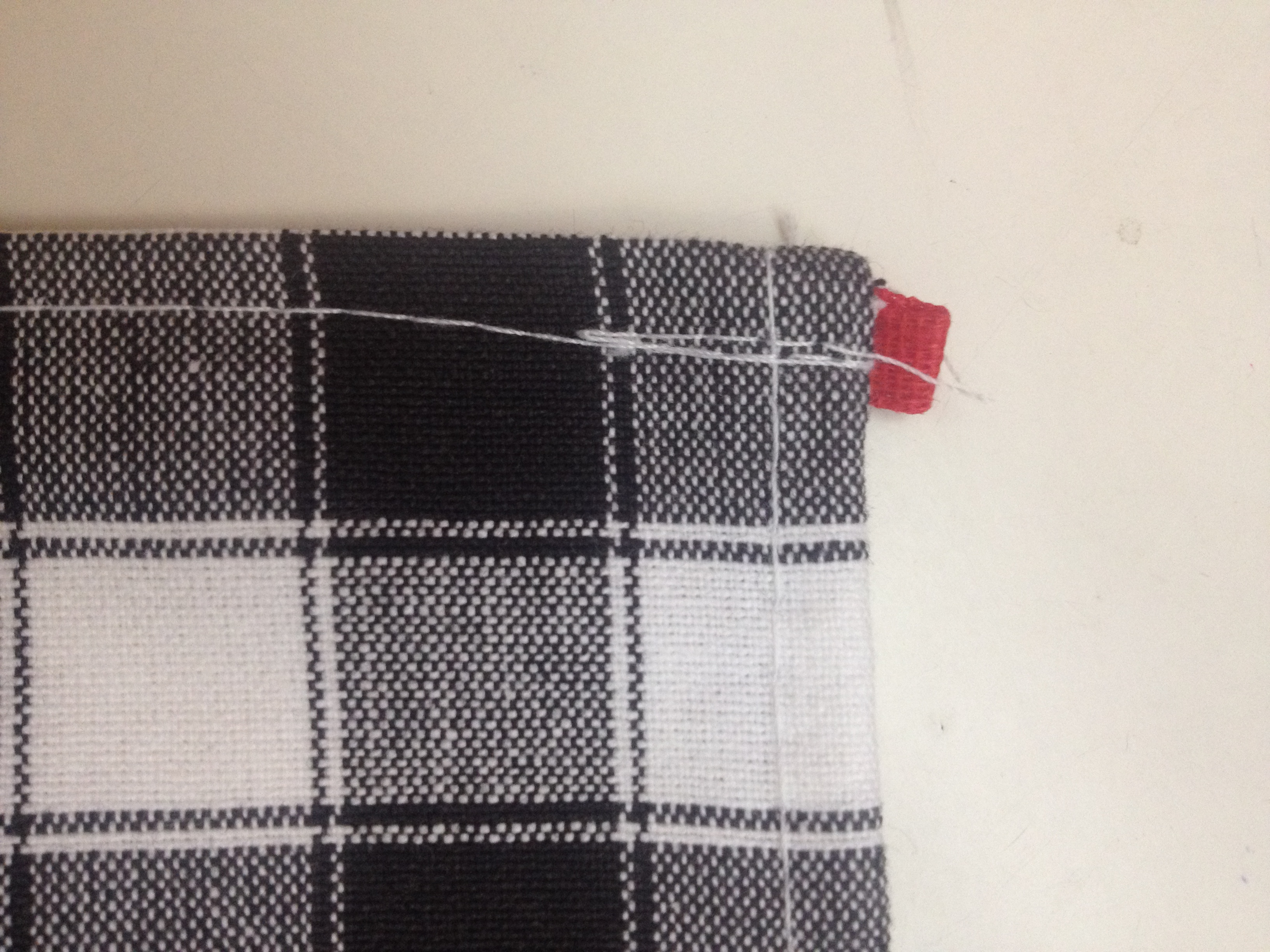
金門花帔，流傳百年的育嬰包巾，四角縫有紅標。